# 4048 Семвестфолл
4048 Семвестфолл (4048 Samwestfall) — астероїд головного поясу, відкритий 30 жовтня 1964 року.
Тіссеранів параметр щодо Юпітера — 3,614.